# Spišská Nová Ves
Spišská Nová Ves é uma cidade da Eslováquia, situada no distrito de Spišská Nová Ves, na região de Košice. Tem 66,67 km² de área e sua população em 2018 foi estimada em 37.007 habitantes.

## Demografia
| Ano:        | 1994   | 2004   | 2014   | 2024   |
| ----------- | ------ | ------ | ------ | ------ |
| Broj ljudi: | 38 888 | 38 727 | 37 707 | 34 255 |
| Razlika:    |        | -0,41% | -2,63% | -9,15% |

| Ano:               | 2023   | 2024   |
| ------------------ | ------ | ------ |
| Número de pessoas: | 34 544 | 34 255 |
| Diferença:         |        | -0,83% |